# Лекеченські скелі
Леке́ченські ске́лі — геологічна пам'ятка природи місцевого значення в Україні. Розташована в межах Вижницького району Чернівецької області, неподалік від села Лекечі. 
Площа 31,9 га. Статус надано згідно з рішенням 20-ї сесії Чернівецької обласної ради IV скликання від 28.04.2005 року № 66-20/05. Перебуває у віданні ДП «Берегометське лісомисливське господарство» (Берегометське л-во, кв. 26, вид. 3—9, 13—15). 
Статус надано з метою збереження групи мальовничих скель, що складаються з пісковиків ямненської світи, а також частини лісового масиву. Є рідкісні форми вивітрювання та численні спелеокарстові утворення. Скелі розташовані на лівому схилі долини р. Лекечі (притока Серету), в межах гірського масиву Покутсько-Буковинські Карпати. 
Пам'ятка природи входить до складу Вижницького національного природного парку.

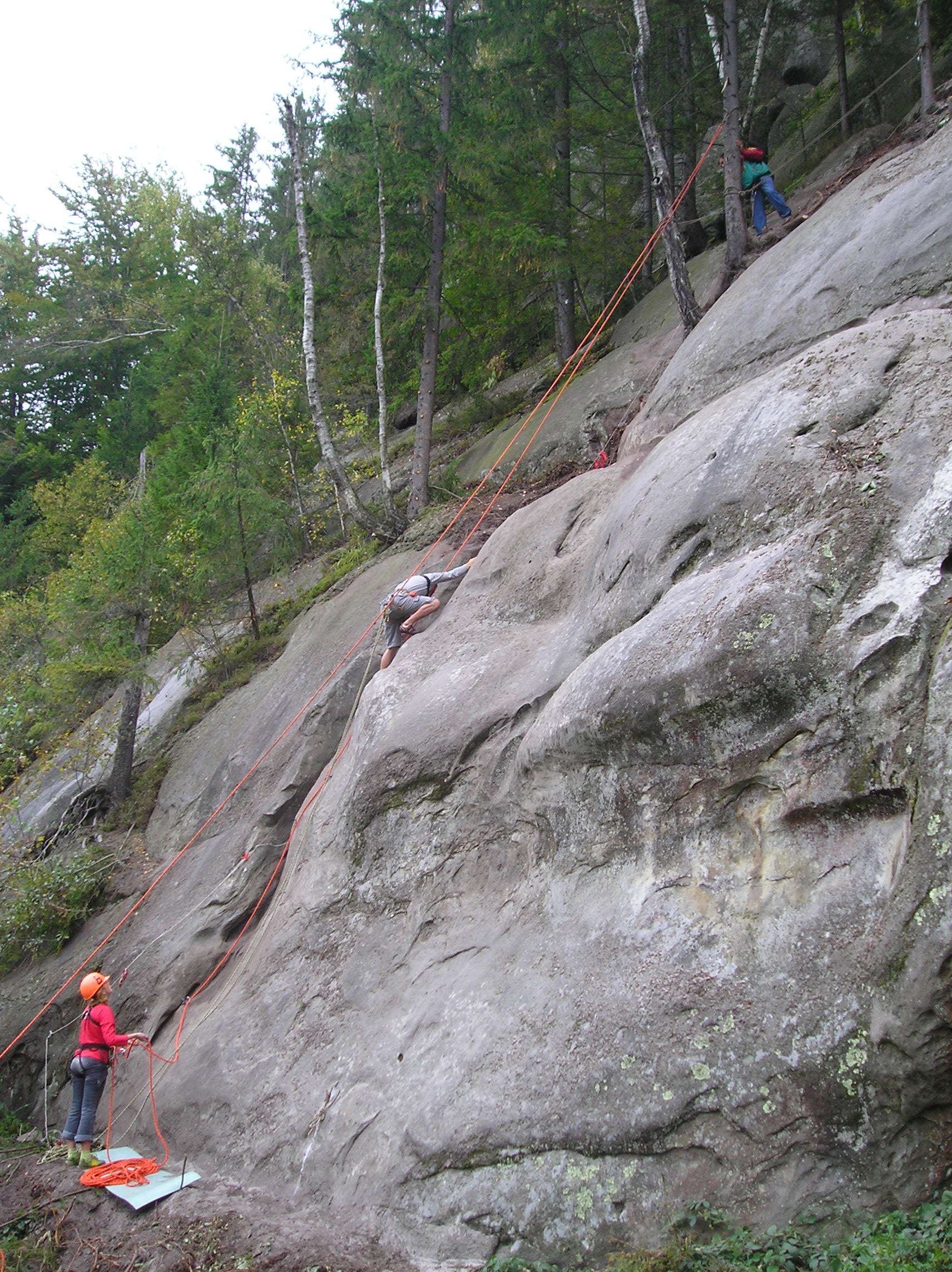